# Hans Reusch
Hans Henrik Reusch, född 5 september 1852 i Bergen, död 1922 vid en järnvägsolycka, var en norsk geolog.
Reusch blev kandidat 1875, amanuens vid universitetets mineraliekabinett 1882-85, universitetsstipendiat i geologi 1885-88 och därefter föreståndare för Norges geologiske undersøkelse, dessutom föreläsare i fysisk geografi vid Kristiania universitet 1902-05 och från 1909. Åren 1896-97 höll han föreläsningar vid Harvard University i Cambridge, Massachusetts.
Hans mest kända arbete, gradualavhandlingen Silurfossiler og pressede konglomerater i Bergensskifrene (1882), påvisade för första gången fossil i kristalliniska skiffrar, varigenom han lämnade ett väsentligt bidrag till förståelse av dessa bergarters bildning genom tryckmetamorfos. En rad avhandlingar av honom behandlar västra och Centralnorges geologi, till större delen offentliggjorda i den av honom redigerade skriftserien "Norges geologiske undersøkelse ". Bland hans viktigare arbeten märks den omfångsrika monografin Bømmeløen og Karmøen med omgivelser geologisk beskrevne (1888), Det nordlige Norges geologi (1891) och Folk og natur i Finmarken (1895) samt en förträfflig, kortfattad översikt av Norges geologi ("Norges geologiske undersøkelse ", n:r 50, 1910). Dessutom utgav han flera mycket spridda läroböcker i geografi och naturlära för folk- och realskolan och en handbok i Landjordens fysiske geografi för studerande. Reusch var grundläggare och förste redaktör (1877-80) av den förtjänstfulla månadsskriften för populär naturvetenskap "Naturen". Han tilldelades Lyellmedaljen 1905 och blev hedersdoktor i Oxford 1907.